# 미쓰오카 오로치

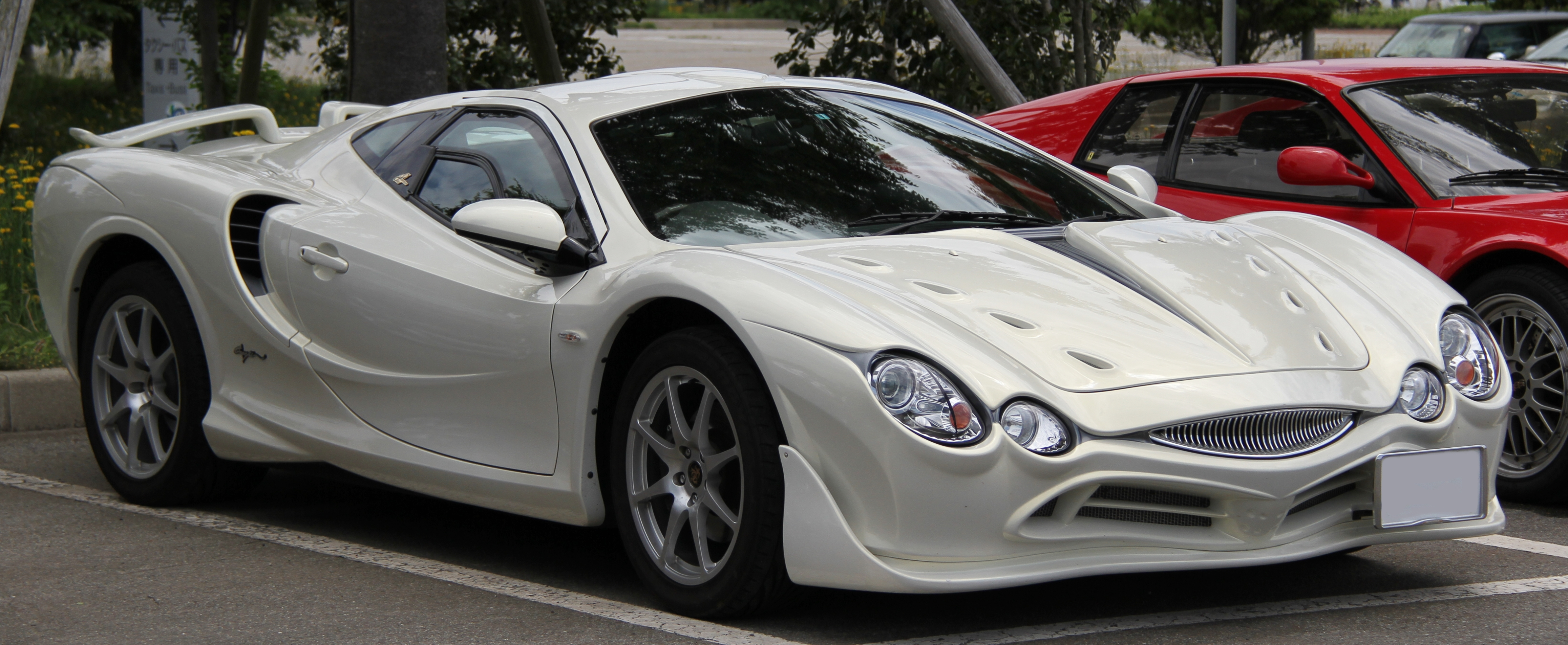
미쓰오카 오로치 정측면

미쓰오카 오로치(Mitsuoka Orochi, 큰 뱀, 일본어: 光岡大蛇)는 미쓰오카 자동차의 승용차(쿠페)이다.

## 개요
오로치의 가장 큰 특징은 외부이다. 차체 크기는 전장 4580mm, 전폭 2050mm, 전고 1180mm이며, 일본 차로서는 드물게, 엄청 낮은 차체를 가진다. 이름 그대로 일본 신화의 야마타노오로치에서 힌트를 얻은 유기적인 디자인은 매우 드물고 지금까지의 일본 차와는 분위기가 다르다. 또한 미쓰오카의 다른 차량과 달리 엔진은 공급 받지만 기반 차가 없이 자사의 프레임을 사용하고있다. 캐치 카피는 "이 자동차는 어떤 사냥감도 씹어먹는다. 이단계(系)의 최상위 클래스"이다.

## 역사

### 컨셉 모델
제39회 모터쇼에는 "오로치 누드 탑 로드스터"을 출품하였다. 오로치의 첫 등장은 미쓰오카가 처음 모터쇼에 출전한 2001년, 제35회 도쿄모터쇼였다. 1차 컨셉 모델은 혼다 NSX의 엔진에 오리지널 파이프 프레임과 바디를 씌운 사양이었다. 이 시점에서 자그마치 수십 명이 구입 희망을 전해, 그것을 받아들여 상품화가 결정되었다고 한다. 이 영향을 받아 2년 후인 2003년 제37회 도쿄 모터쇼에 등장한 컨셉 모델은 일본의 안전 기준을 준수하기 위해 대규모 페이스 리프트를 실시했다. 또한 페라리 512TR을 기준으로 한 자사 샤시를 채용하는 등 그 내용도 크게 변화하고, 상용화를 위한 작업을 진행했다. 2005년에 개최한 제39회 도쿄 모터쇼에 세 번째(승용차 부문) 출전을 한 미쓰오카 자동차는 프레스 데이 첫날인 10월 19일에 “오로치" 시판화의 개요를 발표했다. 이때의 파워 트레인은 2003년에 발표된 것과 동일하다. 이 제39회 모터쇼에는 추가 바리에이션으로 시저도어를 채용한 로드스터 모델 "오로치 누드 톱 로드스터"를 디자인하여 출전했다.

### 시판 모델
2006년 10월 2일, 미쓰오카는 오로치의 시판을 발표하고 다음날부터 예약을 시작했다. 오로치의 파워&드라이브 트레인은 토요타 해리어 (렉서스 RX330) 용이다, 3MZ-FE형 3.3리터 V6 엔진과 아이신 AW 제5단 AT의 조합이 그대로 채용되어 수평미드쉽 레이아웃을 가진다. 스티어링 휠은 스즈키 제품. 또한 브레이크는 혼다 레전드 용을, 내장의 일부 부품에 마쓰다 로드스터와 동일한 제품을 채용하고 있다. 이야모델제를 도입하고있다. 1580kg의 차량 중량에 대한 233마력과 소극적인 엔진 출력, AT전용 변속기, 저면도 과대 입력에 대응하지 않는 등 반드시 스포츠 주행을 중시한 것은 아니지만, 스타일링을 담당한 아오키 타카노리에 따르면, '패션 슈퍼카'라는 컨셉으로, “우월감에 빠져 분위기를 즐길 수 있지만, 슈퍼카 특유의 취급하기 어려움을 최대한 배제하고 일상적으로 사용할 수 있는 자동차"로 마무리한다. 따라서 정숙성을 고려한 엔진의 설정이나, 바닥면과 버킷 타입도 부드럽게 설정되어 있는 등 주행 성능보다 거주성을 중시한 설계로 되어있다. 또한 MR이긴 하지만 크기에 비해 비교적 소형 엔진을 두고 있기 때문에, 시트 뒤에 화물칸이 있고 엔진과 바디 뒤끝 사이에 작은 트렁크 공간이 존재한다. 변속기가 AT뿐인 이유는 일본의 교통 사정 (비탈이나 정체 등)을 고려하여 고액의 형식 인증을 받는 차종을 줄이고, 판매 가격을 억제하기 위함이라고 설명한다.
400대가 완전 수주 생산되고, 내장색은 25색, 바디 칼라에 대해서는 약 300가지의 색상 중에서 주문이 가능하며, 특별 색도 배합할 수 있다. 수작업으로 생산하기 때문에 마지막 1대가 완성되는 것은 제조하기 시작한 후부터 4년 후라고 하며, 2007년 4월 2일에는 예약자의 출고가 시작된다.
수출용으로 왼쪽 핸들 사양도 공개되었으며, 주된 차이점은 할로겐 라이트 사양 설정 등 세부 사항에 그친다.
2008년 1월 30일에는 특별 한정 차량으로 오로치 제로를 발표했다. 보닛과 헤드라이트 등의 장식을 줄이고, 도장을 한가지 색으로 하여, 비용을 줄인 염가 모델이 된다. 차량 본체 가격은 934만 5천엔. "자동차 인기 부흥 대작전"이라는 오로치 프로젝트의 일환으로 계획되었다.
2008년 9월 26일, 오로치 2009 모델을 발표 및 예약이 시작됐다. 변경 사항은 내외장 사양 변경뿐이었다. 전통적인 바디 300 색상과 인테리어 가죽 20 색상은 옵션이며, 새롭게 표준색을 설정하여 가격을 억제하고 있다. 또한 갑옷 투구를 이미지로 카본 에어로 파츠를 장착한 “오로치 카부토"도 5대 한정으로 발매하였다. 또한, 오로치 제로는 설정되어 있지 않다.
2009년 12월 미국의 기타 메이커인 리켄배커 사와의 합작으로 특별 한정차 “오로치 리켄배커"를 발표하였다. 다섯 대 한정으로 예약 발매했다. 차체에 리켄배커 트러스로드 커버의 모양을 본뜬 엠블럼과 시트에 기타 줄과 테일피스의 형상을 디자인화한 스티치를 주는 등의 디자인이 입혀져 있다.
2010년 6월 4일 특별사양차 “Gold Premium"을 설정 발매하였다. "오로치 골드 프리미엄"은 장식을 호화롭게 한 특별사양차이다. "패션 슈퍼카"라고 이름을 붙인 그 사양은 골드 펄의 바디 칼라, 전용 프런트 립 스포일러와 리어 윙 엠블럼 등이 장비로 추가되었다. 인테리어도 시트와 스티어링 휠에 빨간색 스티치가 들어간 검은 알칸타라로 마감한다. 배기계에는 4개의 스포츠 머플러가 전용 제품으로 되어 있다. 20대 한정으로 가격은 1050만엔.
2014년 4월 16일, 안전 기준이나 외부에서 조달하는 부품의 공급 등을 이유로 단종이 발표되었다. 같은 달 23일 최종모델인 “파이널 오로치"가 5대 한정으로 발표되었다.

## 연보
- 2001년 - 제35회 도쿄 모터쇼에 출품.
- 2003년 - 제37회 도쿄 모터쇼에 출품.
- 2005년 - 제39회 도쿄 모터쇼에 출품
- 2006년 6월 26일 - 3MZ-FE 엔진 과 U151E 변속기를 조합한 매매 계약을 도요타 자동차와 체결.
- 2006년 7월 27일 - 상기 계약 발표.
- 2006년 10월 3일 - 예약 접수 개시 예정.
- 2006년 11월 30일 – “당신이 선택할 자동차 오브 더 이어"에서 인터넷을 이용한 투표에 의해 스포츠카 오브 더 이어를 수상.
- 2007년 4월 23일 - 예약자에게 인도 시작.
- 2007년 - 제40회 도쿄 모터쇼에 곳곳에 탄소 섬유 또는 백금 호일을 더한 디자인 스터디 모델 “오로치 카부토"를 출품. 나중에 5대 한정으로 시판.
- 2008년 1월 30일 - "오로치 제로"의 발표. 이날 예약 시작.
- 2014년 4월 16일 - 단종이 발표된 5대 한정으로 마지막 모델 "파이널 오로치"가 발매되었다.
- 2014년 5월 12일 - "파이널 오로치" 매진에 따라 생산 중단. 향후 6월부터 9월까지 생산된다.
- 2014년 9월말 - 단종 예정.